# Ermita de Santerón
La ermita de Santerón en un santuario católico donde se venera la imagen de la Virgen de Santerón, ubicado en el «Rento de Santerón», término municipal de Algarra, provincia de Cuenca (Comunidad Autónoma de Castilla-La Mancha, España).

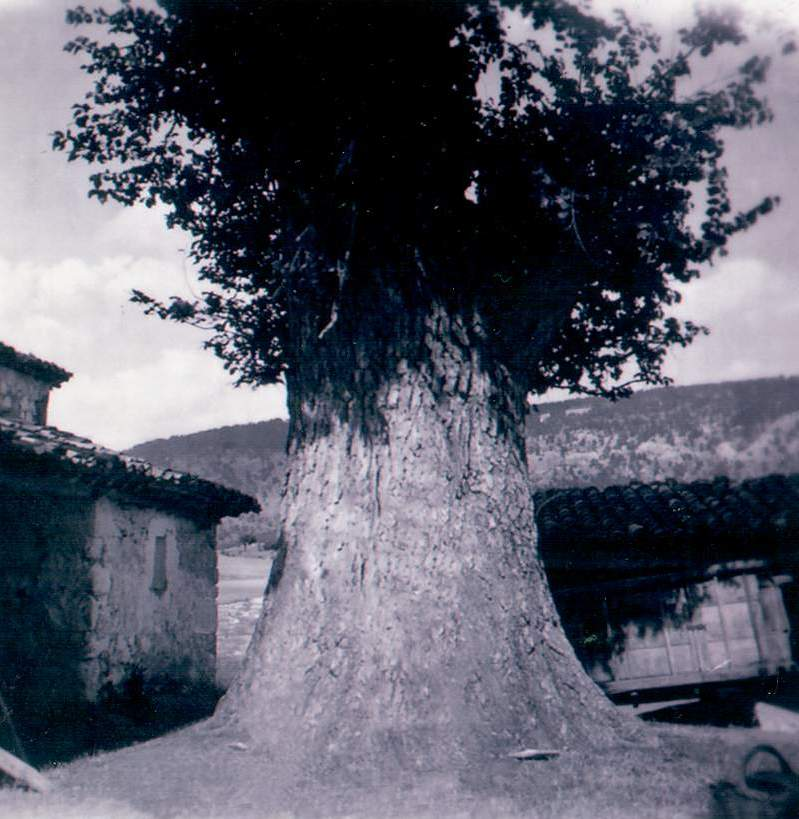
La ermita con detalle del viejo olmo (ca. 1960)

Posee un recinto anexo situado a los pies, correspondiente a la antigua «casa del ermitaño», y otras construcciones abiertas por delante a ambos lados, para refugio de los animales, formando placeta en torno a la entrada, con una umbrosa noguera (Juglans regia) que la sombrea.

## Historia
Los datos acerca de la ermita de Santerón son escasos, no obstante la larga tradición de celebraciones que acoge, la anual de Pentecostés (Pascua Granada) y por los Septenarios. Tomás López (siglo XVIII), al escribir sobre Algarra (Cuenca), dice:

«[...] y dentro de su término a una legua de distancia en lo hondo, y llanura de un gran prado (hay) otra (ermita) con nombre de nuestra Señora de Santerón aparecida, cuya festividad se celebra el segundo día de Pentecostés, con mucho concurso de gentes de todos los Lugares circunvecinos, y en particular de los moradores de Ballanca, Obispado de Segorbe, que dista una legua».
Del paisaje, alma del Rincón de Ademuz, Alfredo Sánchez Garzón

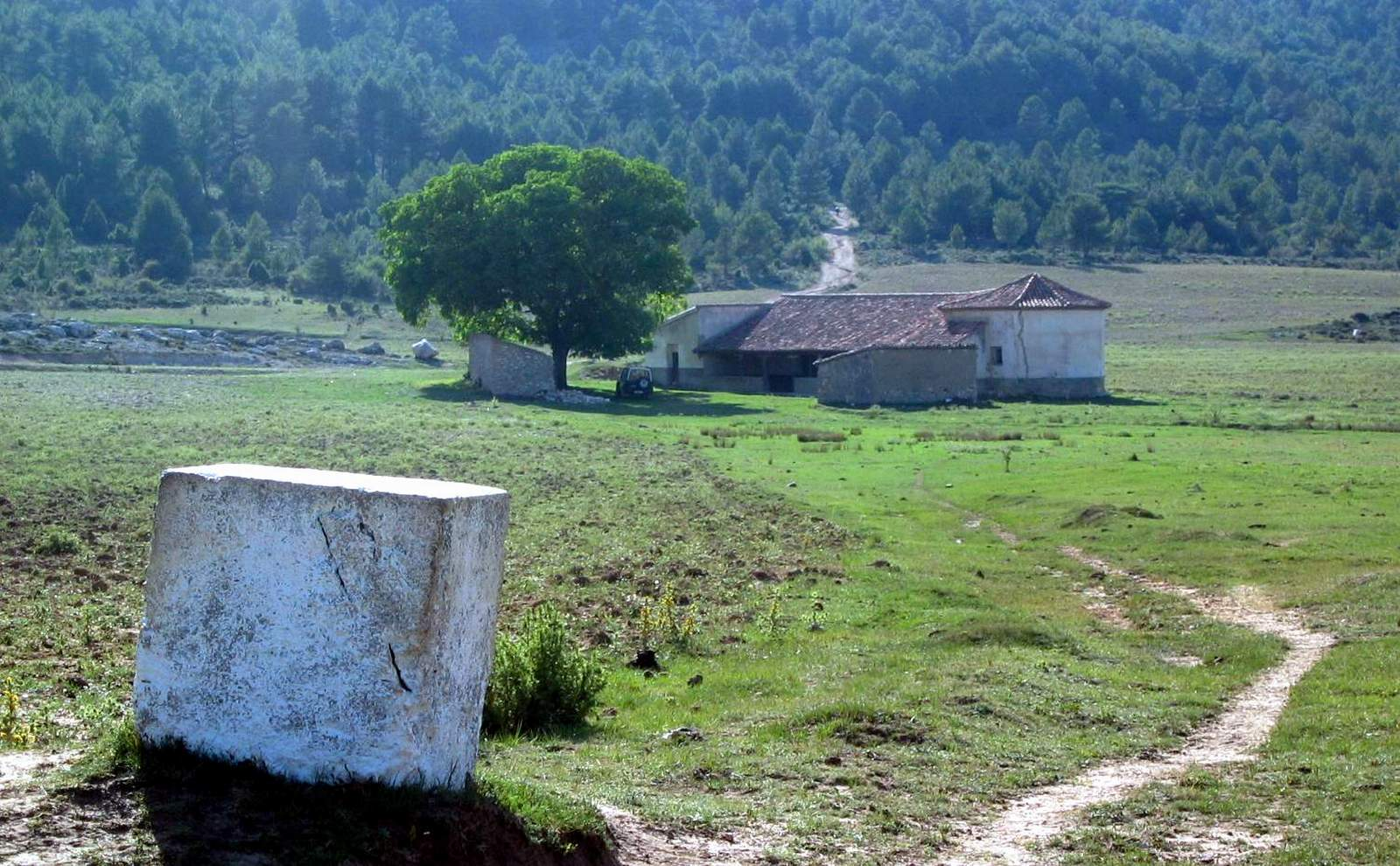
Vista meridional desde la Mesa de la Virgen, año 2006

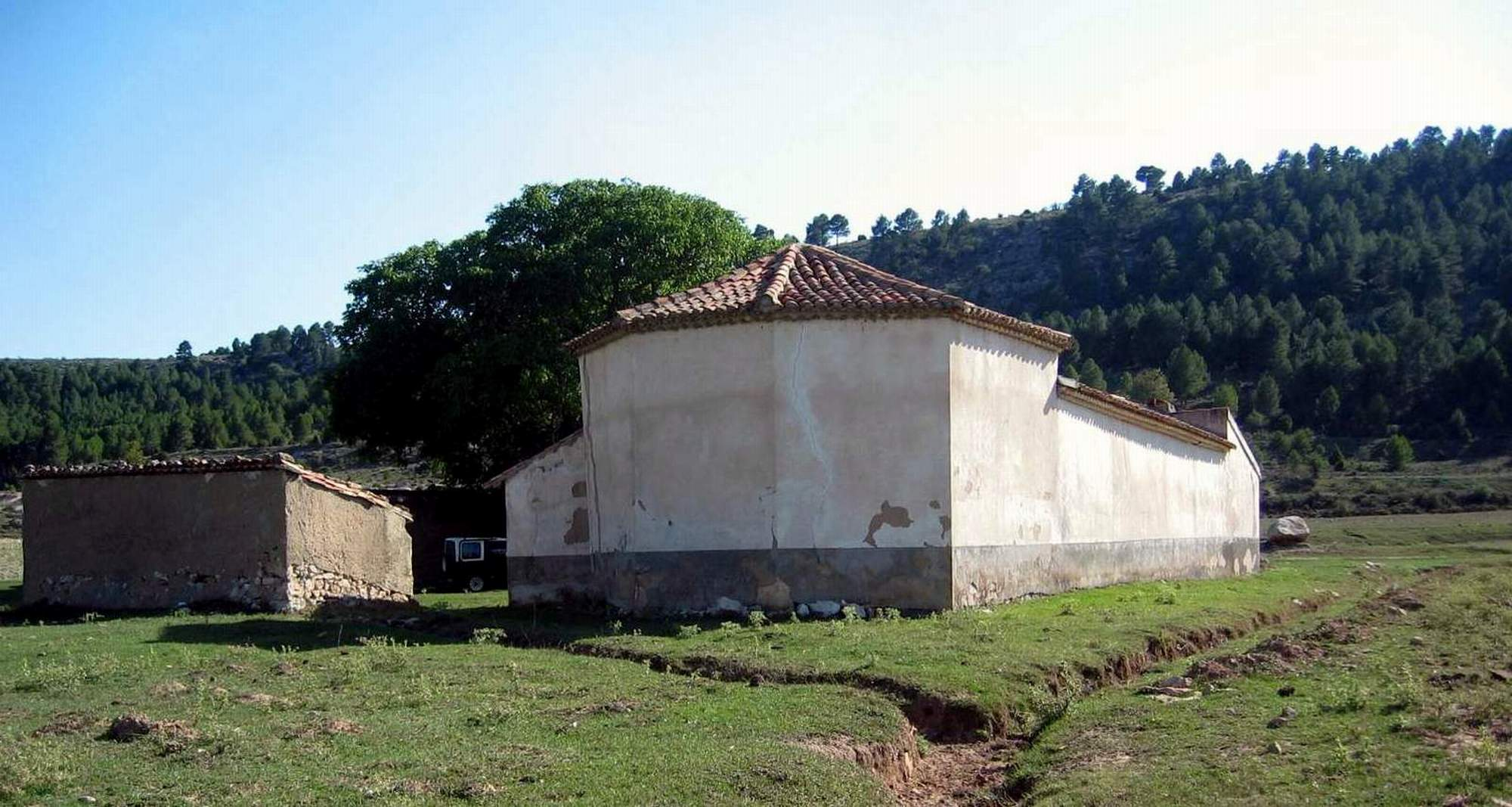
Vista parcial oriental desde la fuente, con detalle de la cabecera, año 2006

El texto hace referencia a la celebración que tiene lugar en su solar, y a la secular vinculación del ermitorio -y la Virgen de Santerón- con los vecinos de Vallanca. A continuación, el geógrafo trata de ubicar geográficamente el santuario, haciendo referencia al montículo que la enmarca por levante, «un gran cerro que a su falda divide los Reynos de Castilla y Valencia», sobrepasado el cual se entra ya en territorio valenciano, que queda «a distancia de un tiro de fusil de la referida Hermita», refiriéndose a la Sierra de Santerón, en la Serranía de Cuenca.
Asimismo, alude a la celebración por Pentecostés, «a la que en dicho día de su sitio concurren algunos Joyeros, Roperos, Quinquilleros y algunos con frutas del tiempo, a cuyo concurso se da el nombre de feria». En las proximidades de la ermita ubica «tres casas», refiriéndose al «Rento de Santerón», perteneciente a la feligresía algarreña.
En la anotaciones y comentarios que Vicente Castañeda y Alcover (1921) hace al texto del geógrafo, comentado de Ademuz dice del «Santuario de Nuestra Señora de Santerón, imagen allí aparecida», ubicándolo por debajo de Salvacañete, en posición meridional, «a una legua escasa, en el valle de las sierras que le circuyen».

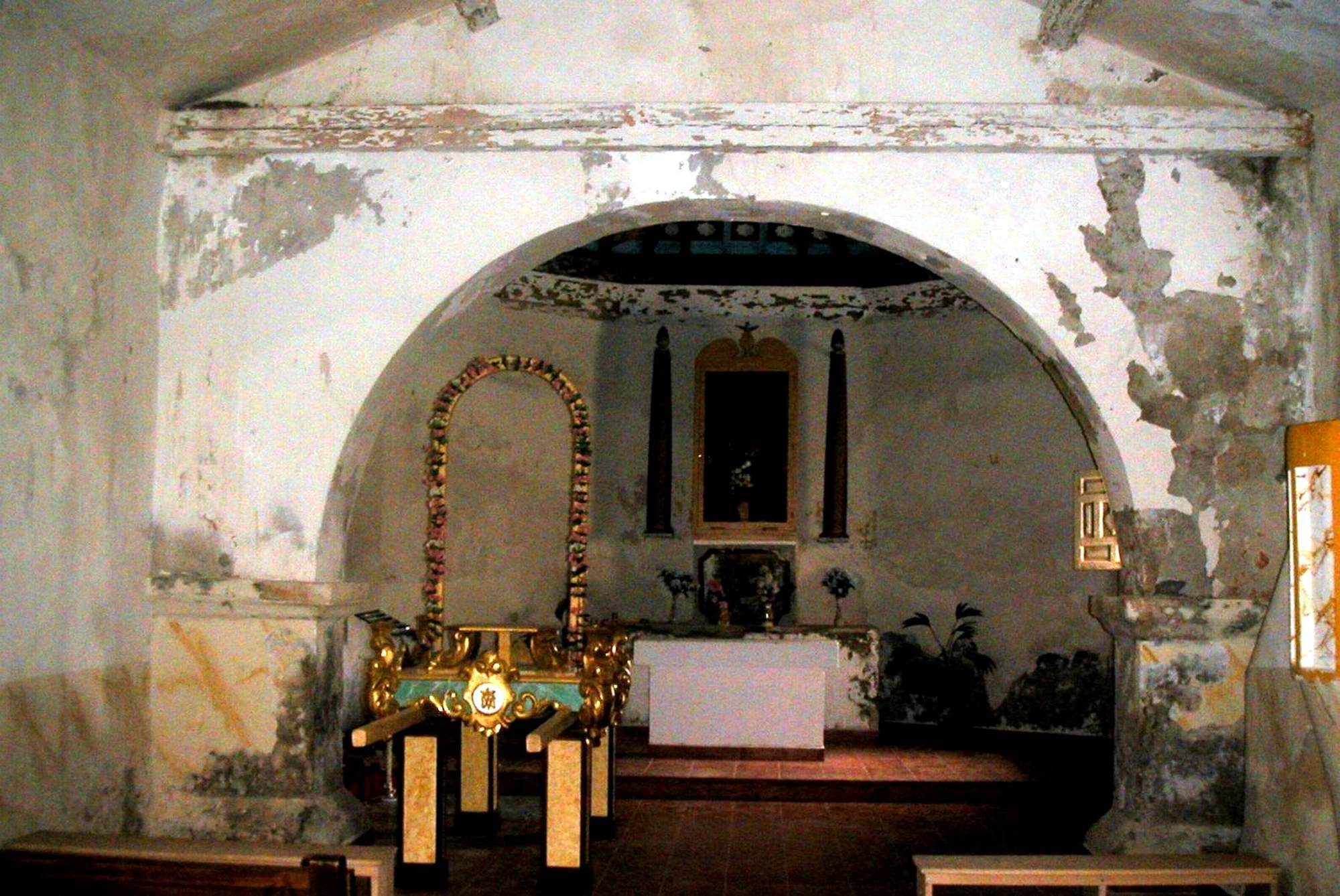
Vista interior con detalle del arco y presbiterio (antes de su restauración), año 2006

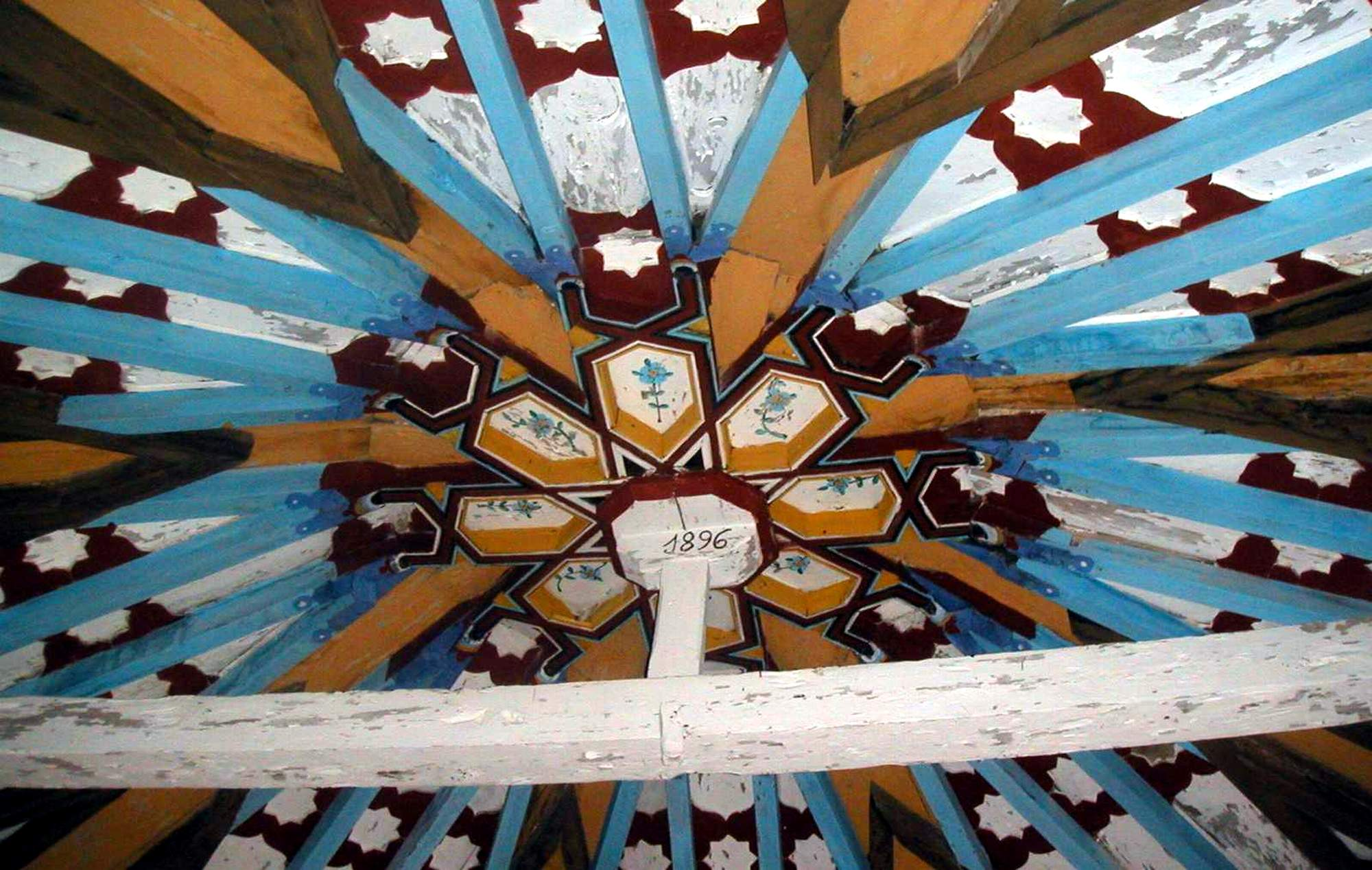
Vista interior de la ermita de Santerón con detalle del artesonado de la cúpula del presbiterio (antes de su restauración), año 2006

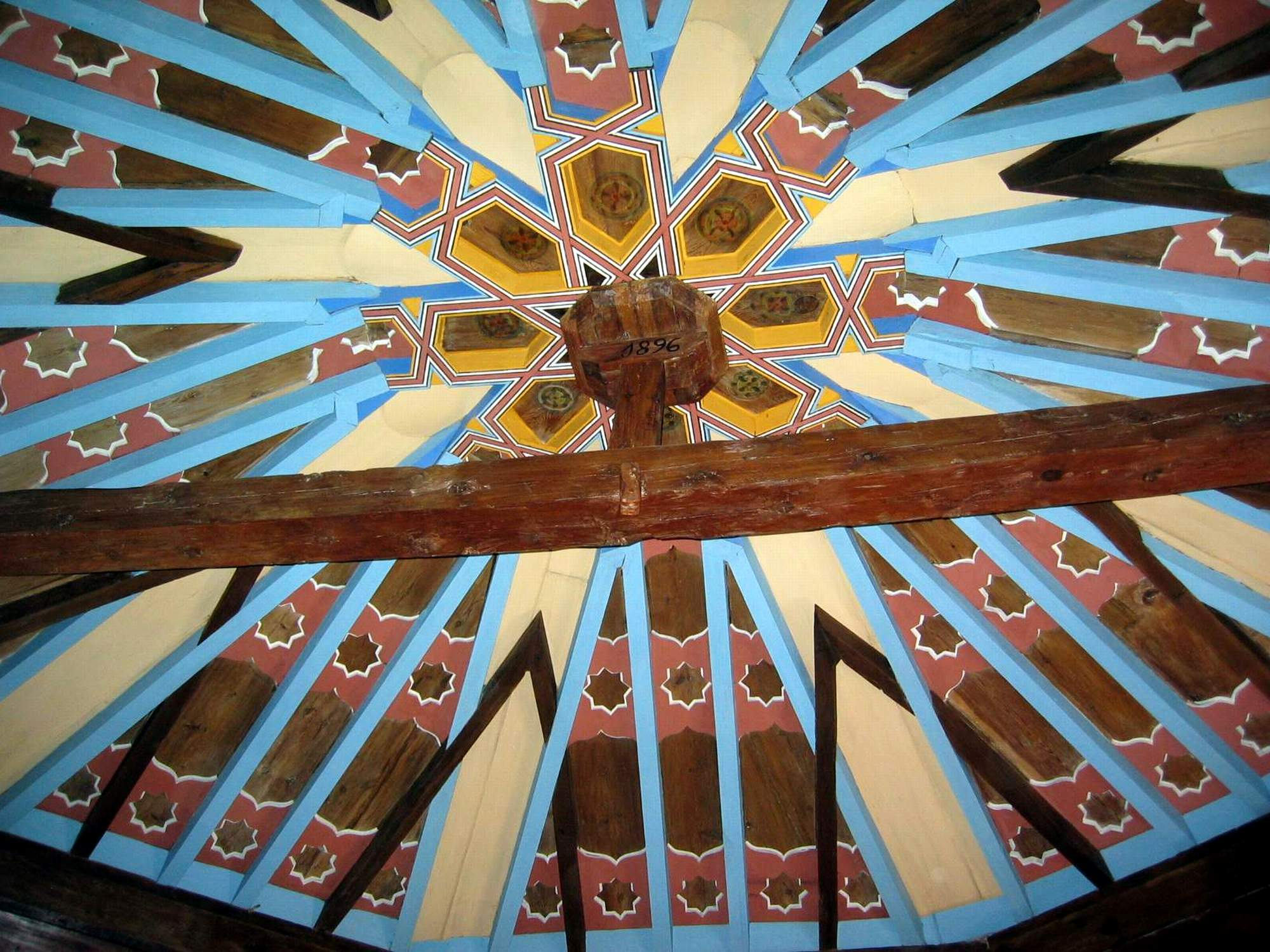
Detalle de la cúpula mudéjar tras su restauración, año 2012.

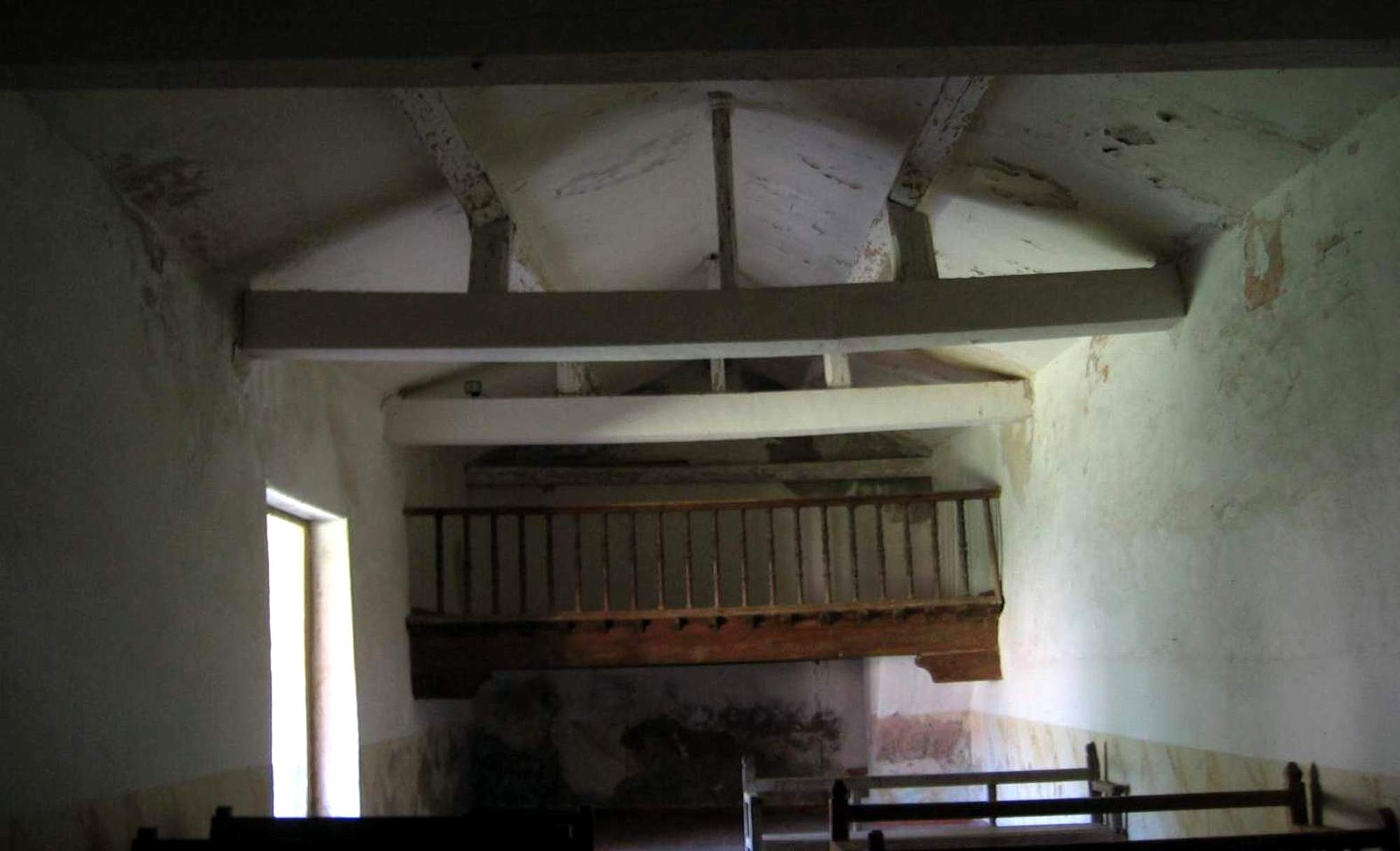
Vista interior desde la cabecera, con detalle del coro (antes de su restauración), año 2006.

## Ubicación
Propiamente, la ermita de Santerón se halla en la vertiente meridional de la Sierra de Santerón –entre los rentos de «Callejones» y «La Dehesilla» (que quedan al norte: entre la Peña del Verdinal y el Cerro Valluengo), y el «Rento de Santerón» (sur: próximo al Pico Talayón, 1.602 m). El topónimo que da nombre a la sierra alude seguramente al «santero» o ermitaño tradicionalmente cuidaba de la ermita. 
La ermita se halla a una docena de kilómetros al noreste de Algarra, un lugar de la serranía entre densos pinares al que se llega por una pista forestal. Junto a la ermita pasa una vereda real de noventa varas, antiguo camino que conduce desde Salvacañete –vía Solano y Talayón-, hasta Santa Cruz de Moya (Cuenca), para continuar en dirección a Alpuente y Pedralba (Valencia), lo que permite deducir que la ermita se construyó entre una fuente y una importante vía ganadera.

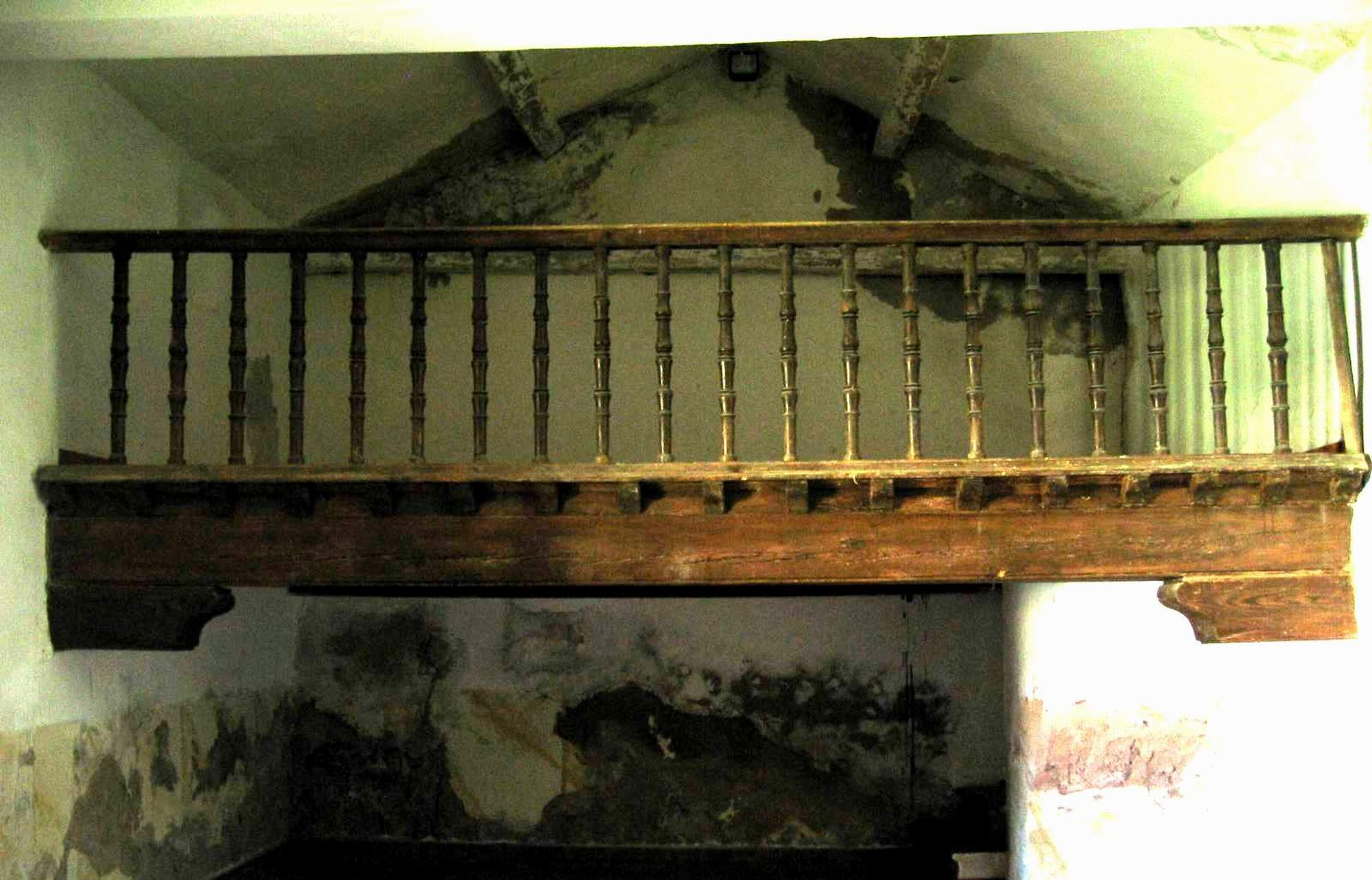
Vista interior de la ermita de Santerón, Algarra (Cuenca), desde la cabecera, con detalle del coro (antes de su restauración), año 2006.

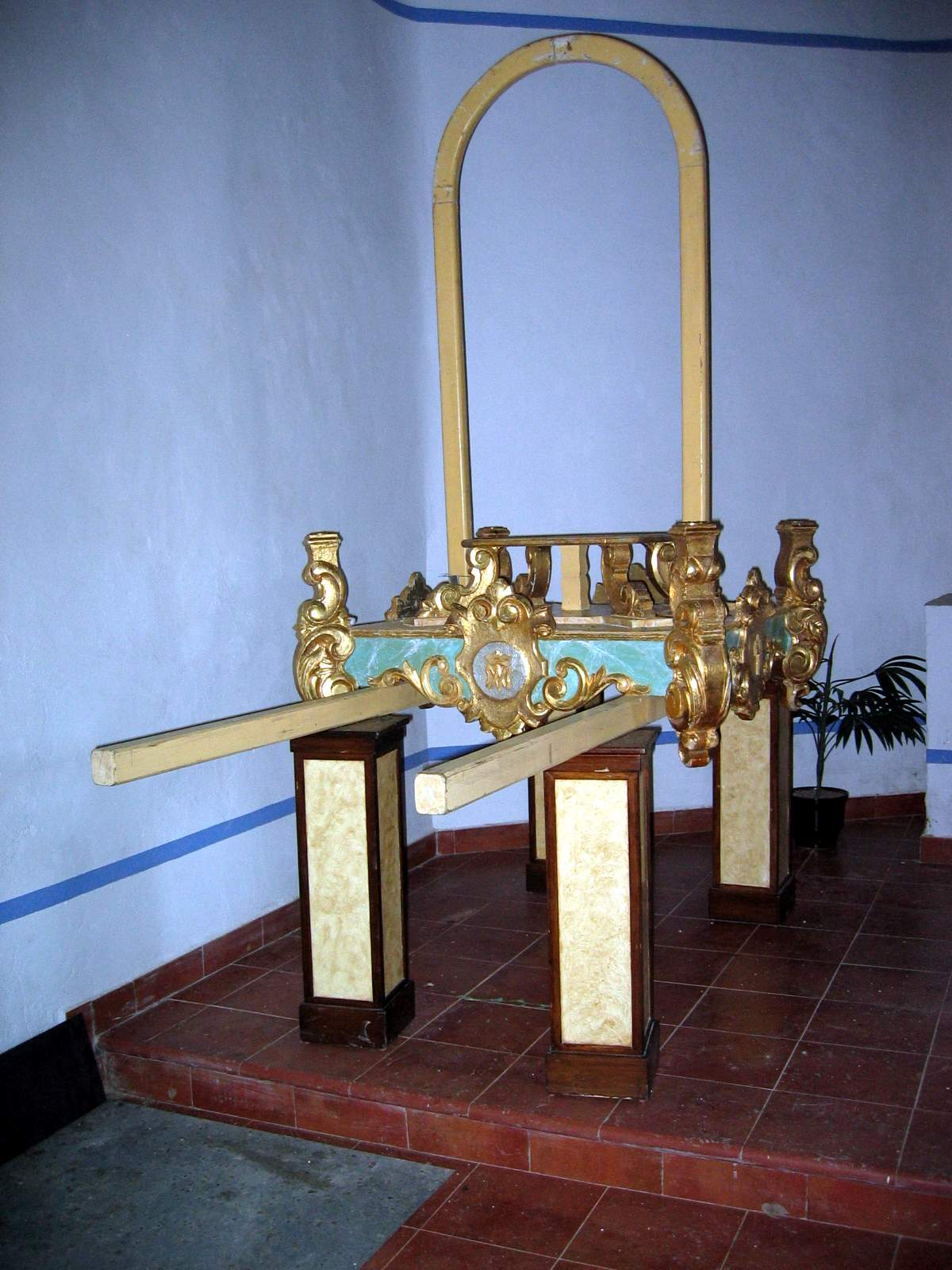
Detalle de las andas de la Virgen en la ermita de Santerón, Algarra (Cuenca), año 2013.

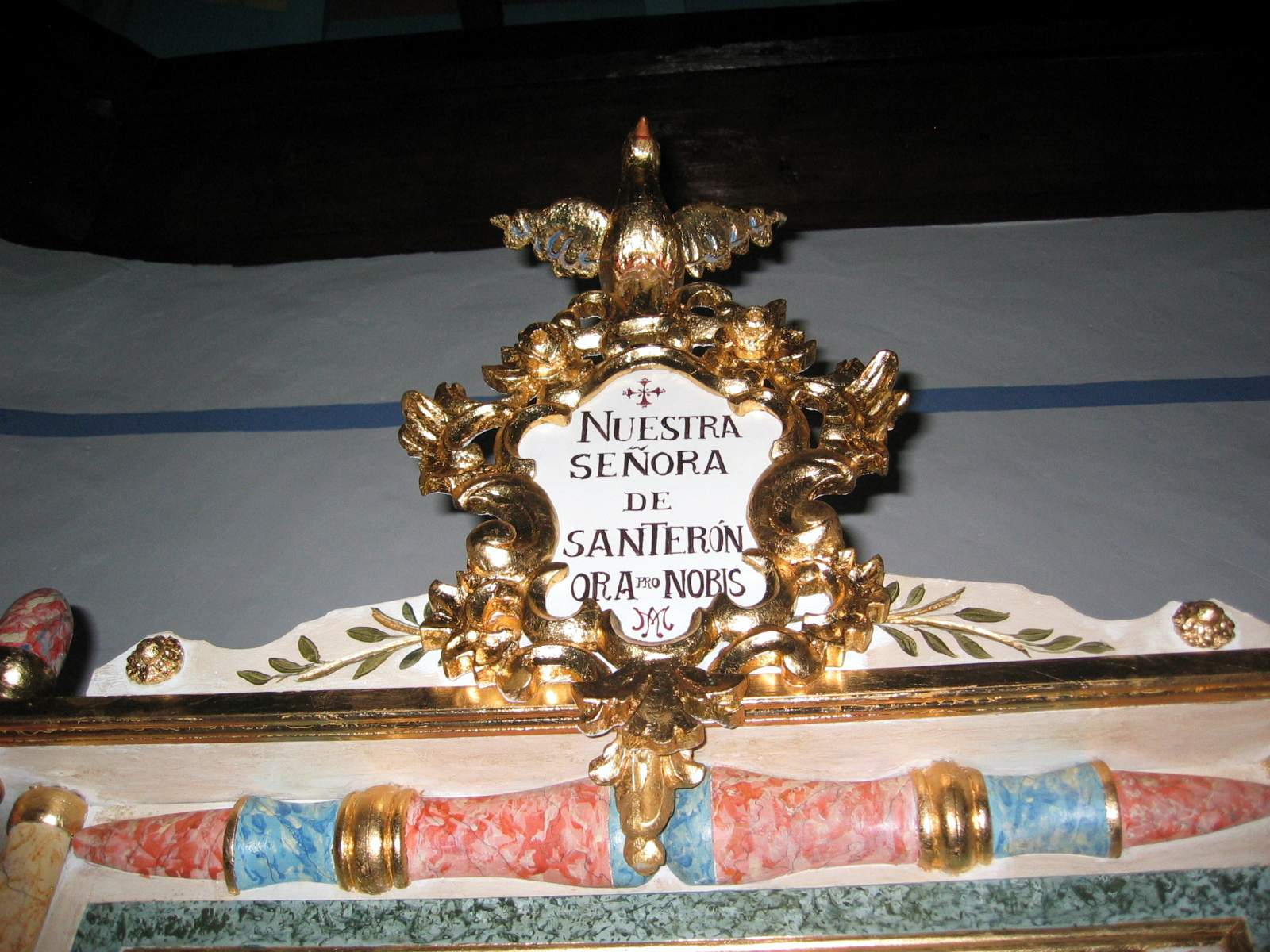
Detalle del retablo de la Virgen en el altar mayor de la ermita de Santerón, Algarra (Cuenca), tras su restauración, año 2013.

## Descripción
Construcción relativamente moderna, probable reconstrucción o ampliación de otra anterior, con planta alargada, orientada según la tradición antigua –cabecera (este), pies (oeste)-, con cubierta de teja árabe que vierte a dos aguas y ábside octogonal:

«La entrada se abre en la fachada meridional, protegida por tejadillo saledizo que soportan unas columnas de madera sobre pretil de obra. Frente a la portada principal hay una plazoleta de tierra, delimitada por otras construcciones (cobertizos), destacando una frondosa noguera sombreando el lugar, aunque hasta los años sesenta la señoreaba un copudo olmo de grueso tronco».
Del paisaje, alma del Rincón de Ademuz, Alfredo Sánchez Garzón

El faldón que vierte al sur se alarga para cubrir el atrio exterior (soportal), donde se halla la entrada principal y única del ermitorio. 
Respecto de la «cúpula octogonal» de la ermita de la Virgen de Santerón cabe decir que existe otra de similares características arquitectónicas en Alcalá de la Vega, nombrada «Nuestra Señora de Alcalá». Sobre las construcciones de este tipo –iglesias redondas, cúpulas octogonales- siempre ronda el mito o la creencia de su vinculación templaria.
Anexa por los pies hay una construcción de factura reciente, que ocupa parte del solar de la antigua «casa del santero» o ermitaño –que se comunicaba con el ermitorio por una puerta abierta bajo el coro-, derruida en los años sesenta (del siglo XX), tiempo por el que talaron también el viejo olmo común (Ulmus minor) de la placeta.
Los muros de la ermita son de mampostería, enlucidos y jalbegados, con zócalo a modo de rodapiés. Al interior se accede mediante un portón de dos hojas, el piso está enlosado, aunque antiguamente era de tierra batida y luego cementado. En la parte posterior (pies) se halla el coro elevado, con balaustrada de madera torneada. El alfarje posee dos gruesas vigas con zapatas sujetando la viguería del piso, basado en tabicas y jaldetas con sencillos canecillos. Desde el coro se observa la nave central y única progresando hacia la cabecera mediante cuatro tramos de viguería. La cobertura interior se halla enlucida de yeso, respondiendo a la típica armadura de las cubiertas a dos aguas, «tipo parhilera», con pendolones centrales, apoyados en sobre tirantes, y estribos laterales embebidos.
Un sólido arco toral en piedra labrada, con impostas voladas en el soporte, separa la nave del presbiterio. Destacan un pequeño púlpito de obra adosado en la parte de la epístola, antes del arco.
El presbiterio se halla elevado un escalón sobre el nivel del piso de la nave, posee una amplia cúpula octogonal con vistoso artesonado policromo en madera, combinando tonos rojizos, azules y blancos, con estrellas de ocho puntas y motivos florales en los casetones. La cúpula se apoya en pendolón central. La estructura posee una fecha (1898), que puede corresponder al año de la pintura o restauración, ya que la armazón se considera más antigua.
El presbiterio posee un altar exento en el centro, delante de otro de obra adosado en la parte del testero, sobre el que hay una hornacina encristalada para la imagen de la Virgen, enmarcada por columnas doradas, torneadas. A la epístola del espacio presbiteral se abre la sacristía, recinto de techo más bajo con cimbras con mobiliario.
Frente a la ermita hay un pradillo que se extiende hacia las casas del «Rento de Santerón», en cuyo extremo meridional puede verse un gran cubo de piedra labrada en una sola pieza. El monolito se conoce como «Mesa de la Virgen», ya que sirve para reposar las andas en la procesión de Pentecostés: 

« En su parte superior posee un dibujo figurando la imagen de la Virgen. La inscripción se halla burdamente labrada y muy perdida por efecto de la intemperie. La cara que mira a la ermita (norte), dice: Viva la Virgen de Santerón. En la cara opuesta, que mira al Talayón (sur), dice: Año/ 1916. En la de la izquierda (este), dice: Por Julián López/ Martínez. En la opuesta (poniente), dice: Por don/ Antonio José Dolz/ párroco».
La Virgen de Santerón en la memoria, Alfredo Sánchez Garzón

La ermita de Santerón se halla en el centro de una finca de propiedad particular dedicada al cultivo de cereal, pero el edificio es de propiedad municipal.

## Celebración y culto
- Anual, por Pentecostés, cuando tiene lugar una misa y procesión con la imagen de la Virgen de Santerón, circundando por la derehca la ermita y continuando por el pradillo hasta la «Mesa de la Virgen».[6]

- En los Septenarios, fiesta que tiene lugar cada siete años, denominada Romería de Santerón, que incluye subida por la Virgen con bajada de la imagen hasta Vallanca, celebración del novenario y retorno a su santuario. El último septenario de la Virgen de Santerón fue el «XLII» y tuvo lugar en 2012; el próximo será el «XLIII» y tendrá lugar en 2019.

Tanto para la celebración anual (Pentecostés, por «Pascua Granada»), como en los «Septenarios» acude mucha gente de los pueblos circunvecinos, aunque los que participan de la tradición santeroniana son seis-Algarra, Casas de Garcimolina, El Cubillo y Salvacañete por Cuenca, y Vallanca y su anexo de Negrón por Valencia- de ambas vertientes de la sierra de Santerón. A la hora de la comida, tras la celebración religiosa, los vecinos de cada localidad se colocan en distintos lugares, atendiendo a una antigua distribución:

«los de Algarra se quedan en la ermita, bajo el árbol... Los de Salvacañete se colocan en el cerrito de la Fuente, los de Vallanca (y Negrón) en la ladera de un montículo que hay detrás, en lo que llaman la loma de la Virgen, los de El Cubillo se colocan en esas rocas que hay junto al camino, por detrás de la noguera y los de Garcimolina en una pinadita que hay poco más arriba. Así se han colocado siempre, pero todos entorno de la ermita...».
La Virgen de Santerón en la memoria, Alfredo Sánchez Garzón

## Conclusión
La erección de un santuario en el mismo lugar físico donde ha tenido lugar la hierofanía –«aparición» o manifestación de la Divinidad, «hallazgo de imagen»- es una constante en las manifestaciones marianas tradicionales, en lo que colabora el entorno físico -hábitat, paisaje, medio natural- donde ha tenido lugar el fenómeno.
La ubicación de la ermita de la Virgen de Santerón reúne suficientes características (naturales, geográficas, arquitetónicas, rituales...) para ser considera un lugar especial, incluso mágico –extraordinario, sorprendente-, hasta el punto de que algunos han llegado a preguntarse: ¿Tiene la celebración de la Virgen de Santerón su precedente en la celtiberia? Sea como fuere, según Jean Markale, alias del investigador francés Jean Bertrand (1928-2008), hay un hecho cierto en la historia de las religiones: «los santuarios raramente se desplazan y las nuevas religiones recuperan lugares antiguos para la construcción de nuevos edificios... Esto es debido al hecho de que un lugar sagrado sigue siendo sagrado incluso si la religión ha cambiado».

## Galería

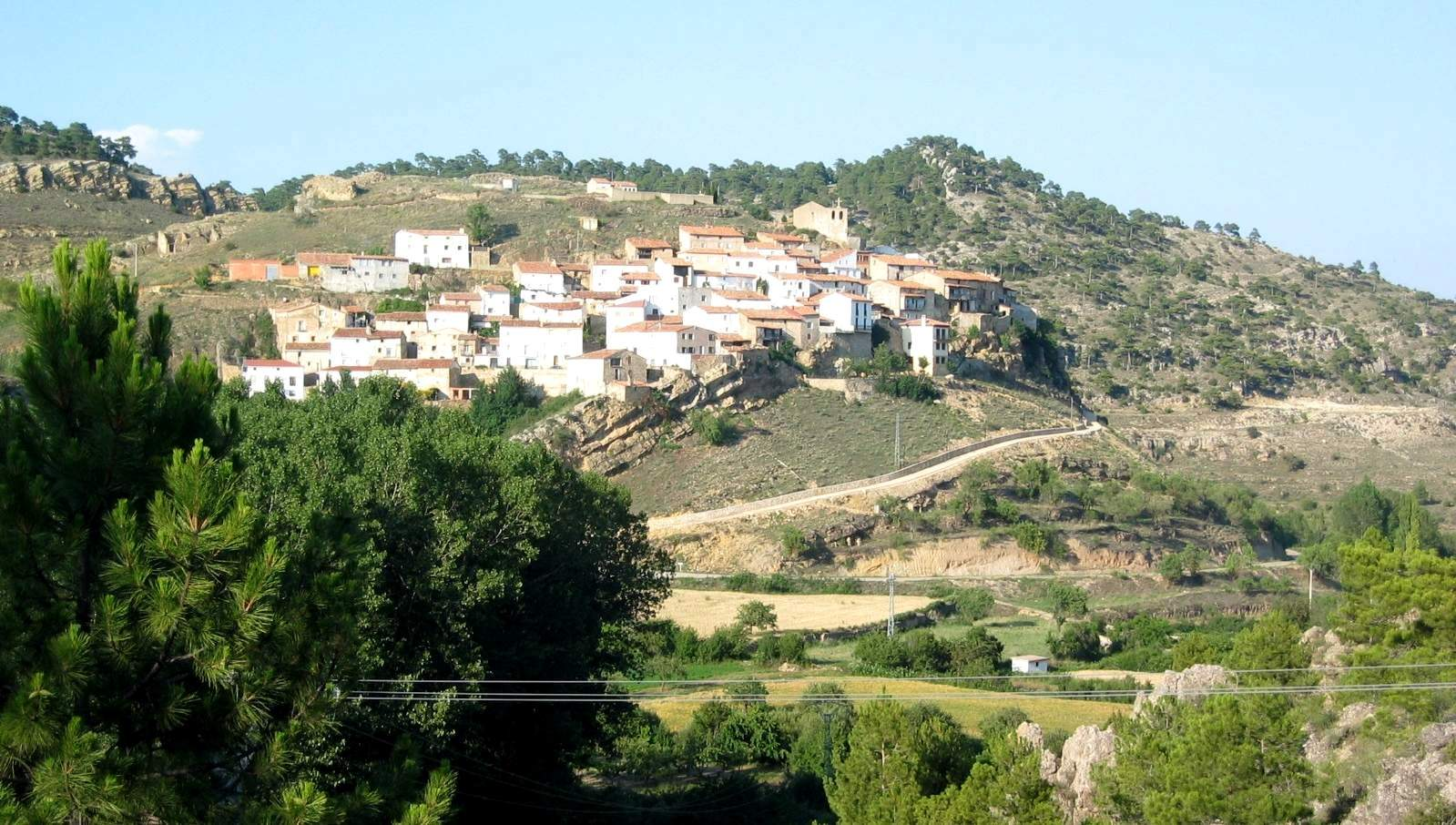
Vista general (suroccidental) del caserío de Algarra (Cuenca), año 2012.
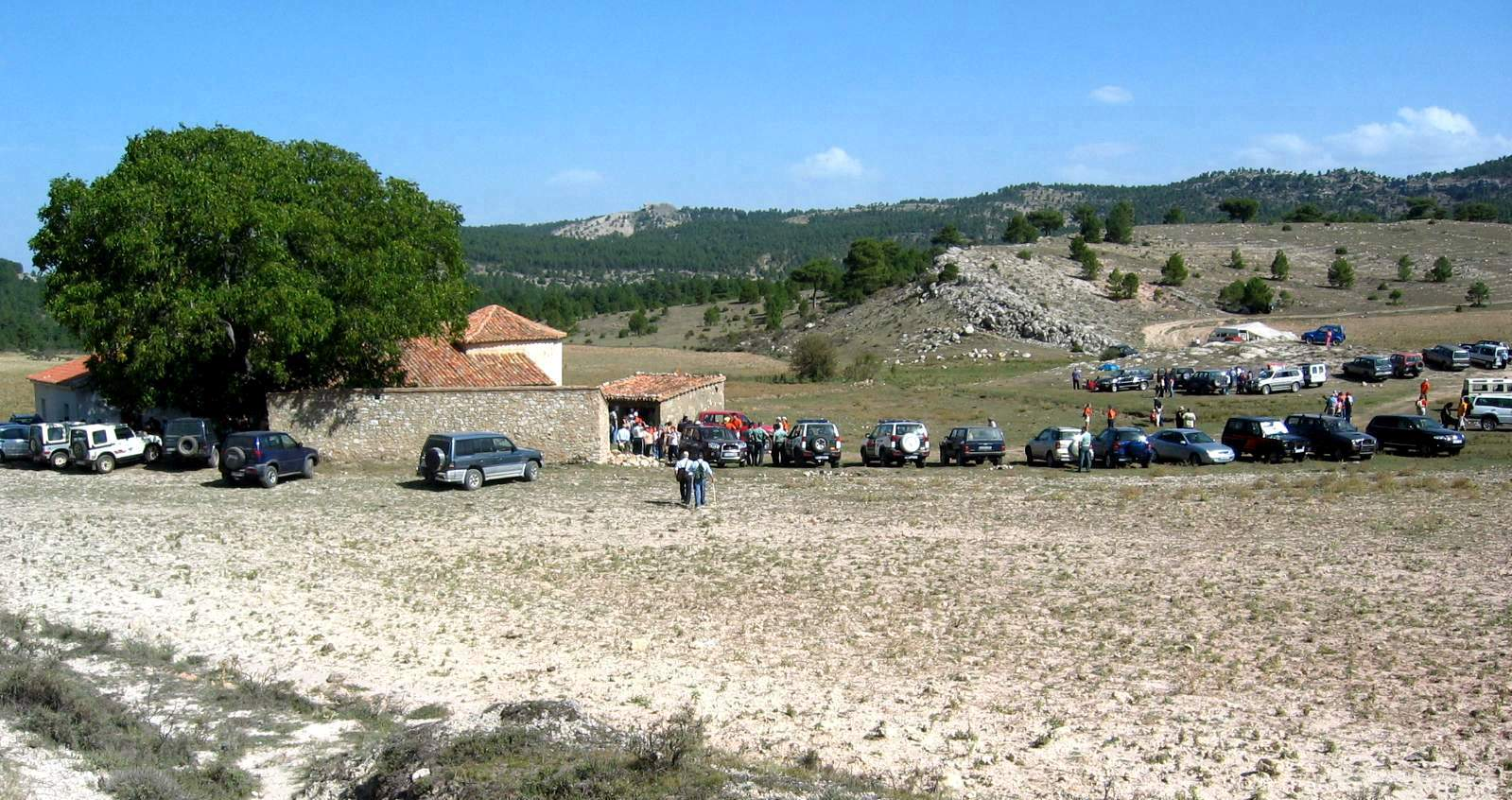
Vista general de la «ermita de Santerón» en Algarra (Cuenca), con detalle del nogal que sombrea la placeta, año 2005.
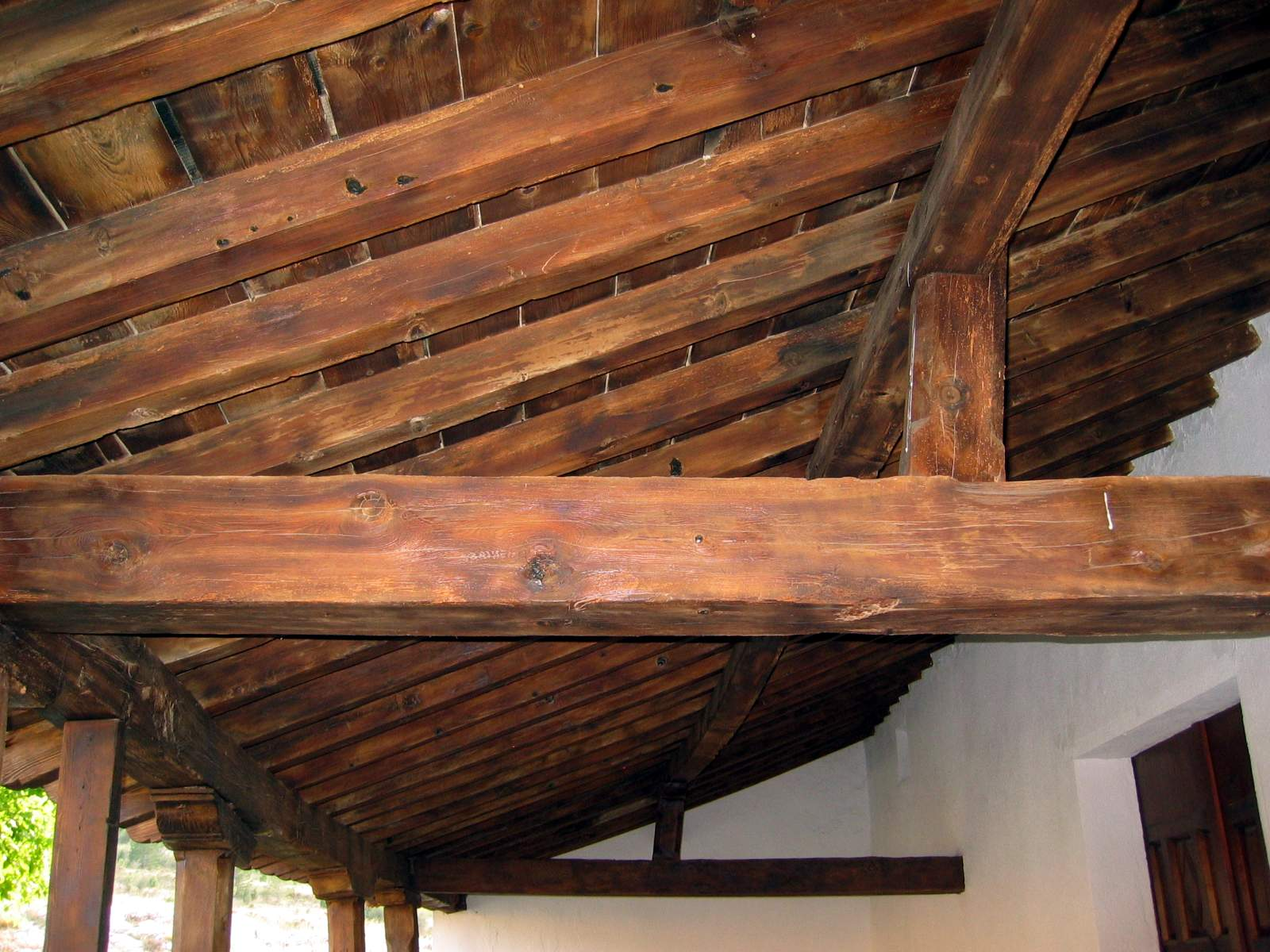
Detalle de la armadura del soportal en la «ermita de Santerón», Algarra (Cuenca), año 2013.
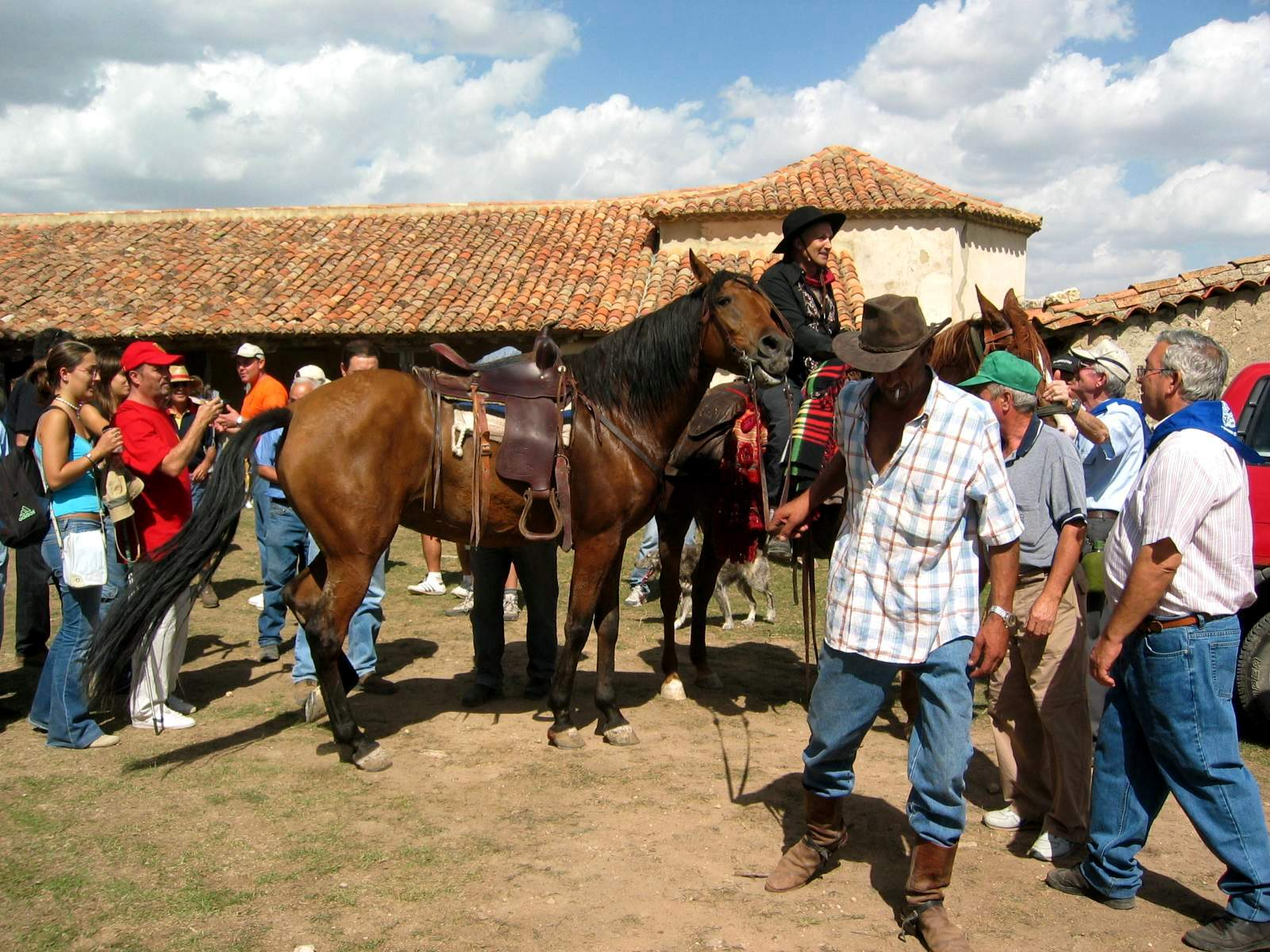
Vista parcial de la «ermita de Santerón» en Algarra (Cuenca), con detalle de peregrinos y caballerías, año 2005.
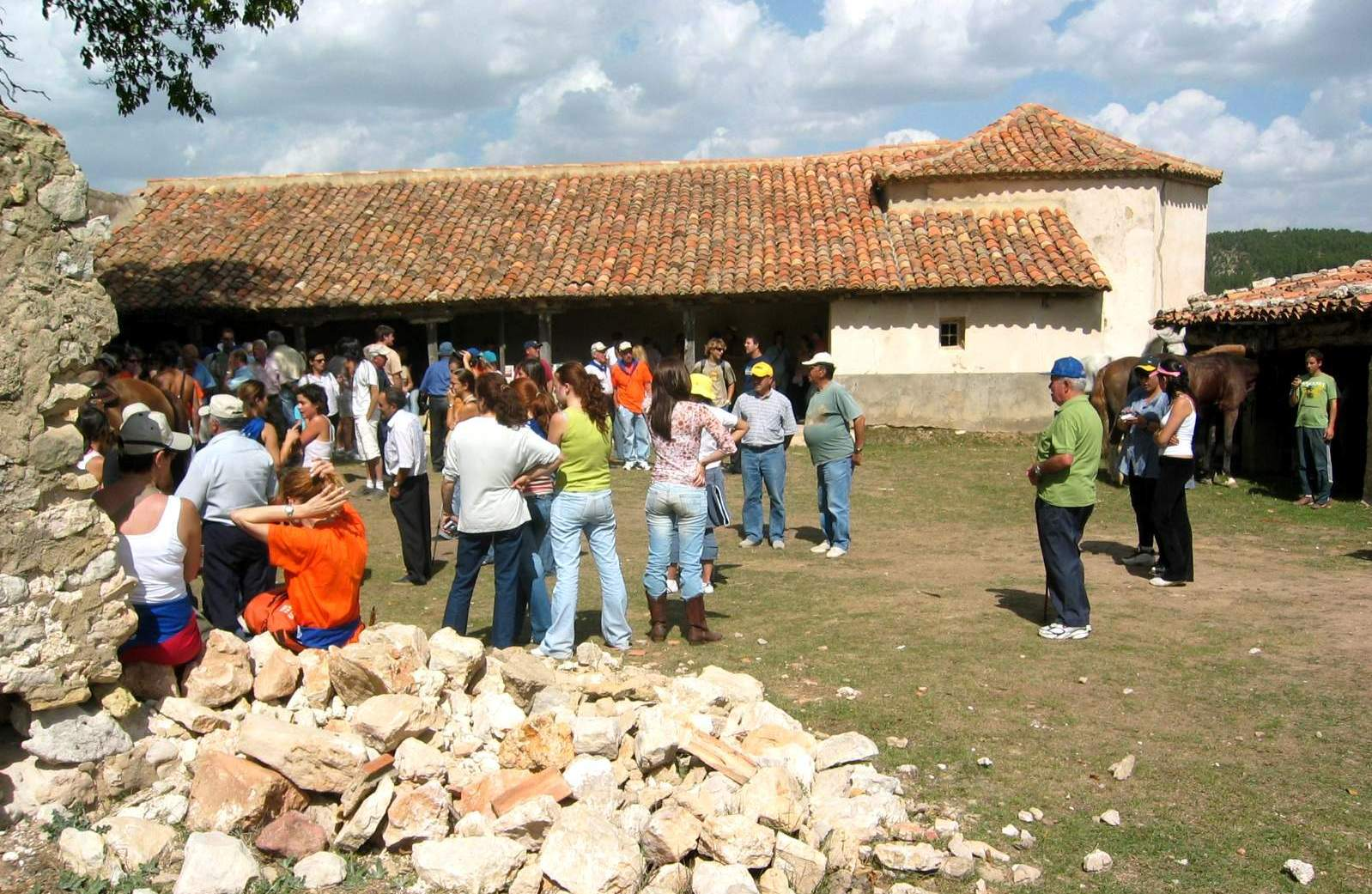
Vista parcial de la «ermita de Santerón» en Algarra (Cuenca), con detalle de peregrinos, año 2005.
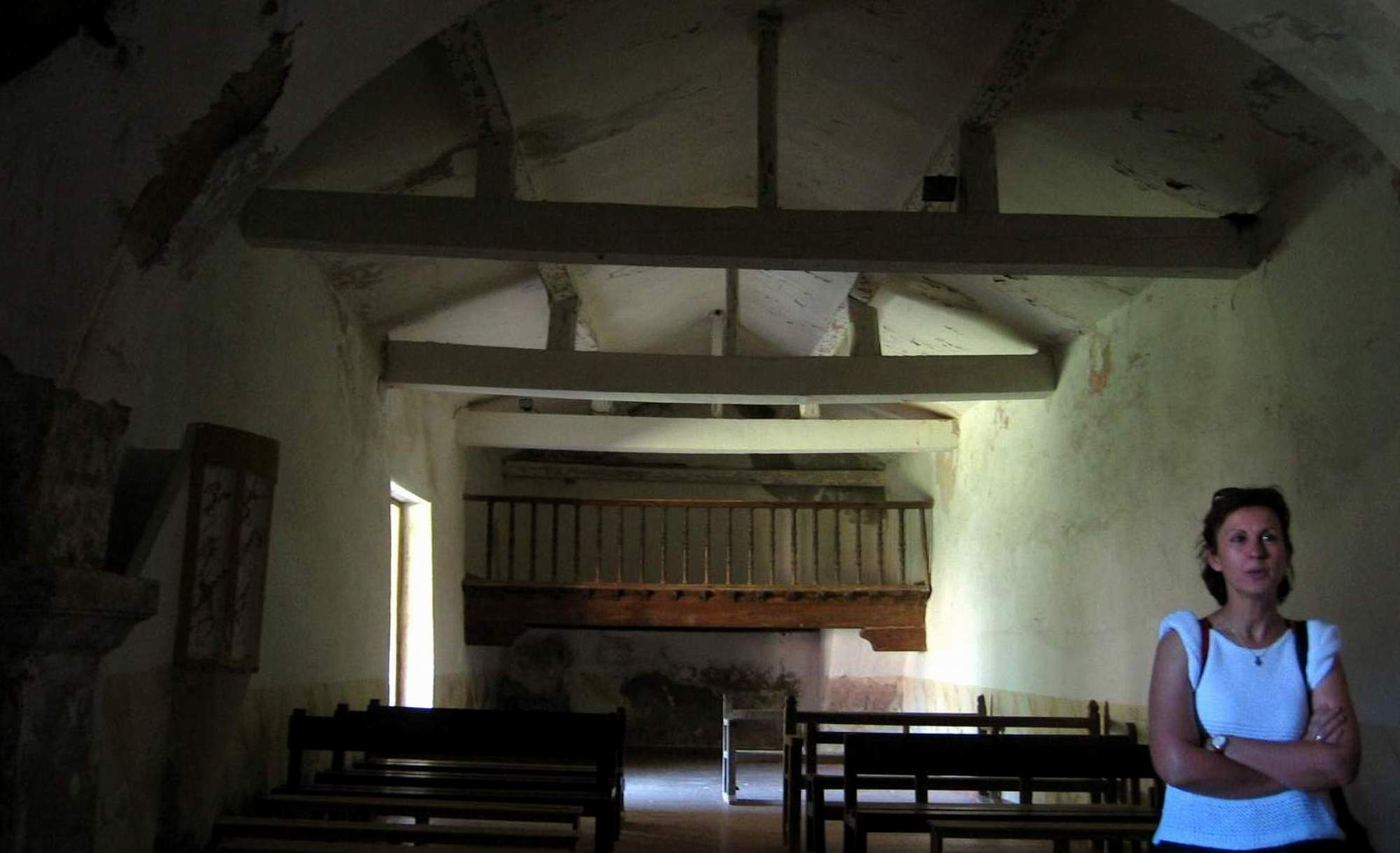
Vista interior de la «ermita de Santerón», Algarra (Cuenca), desde la cabecera, con detalle del coro (antes de su restauración), año 2006.
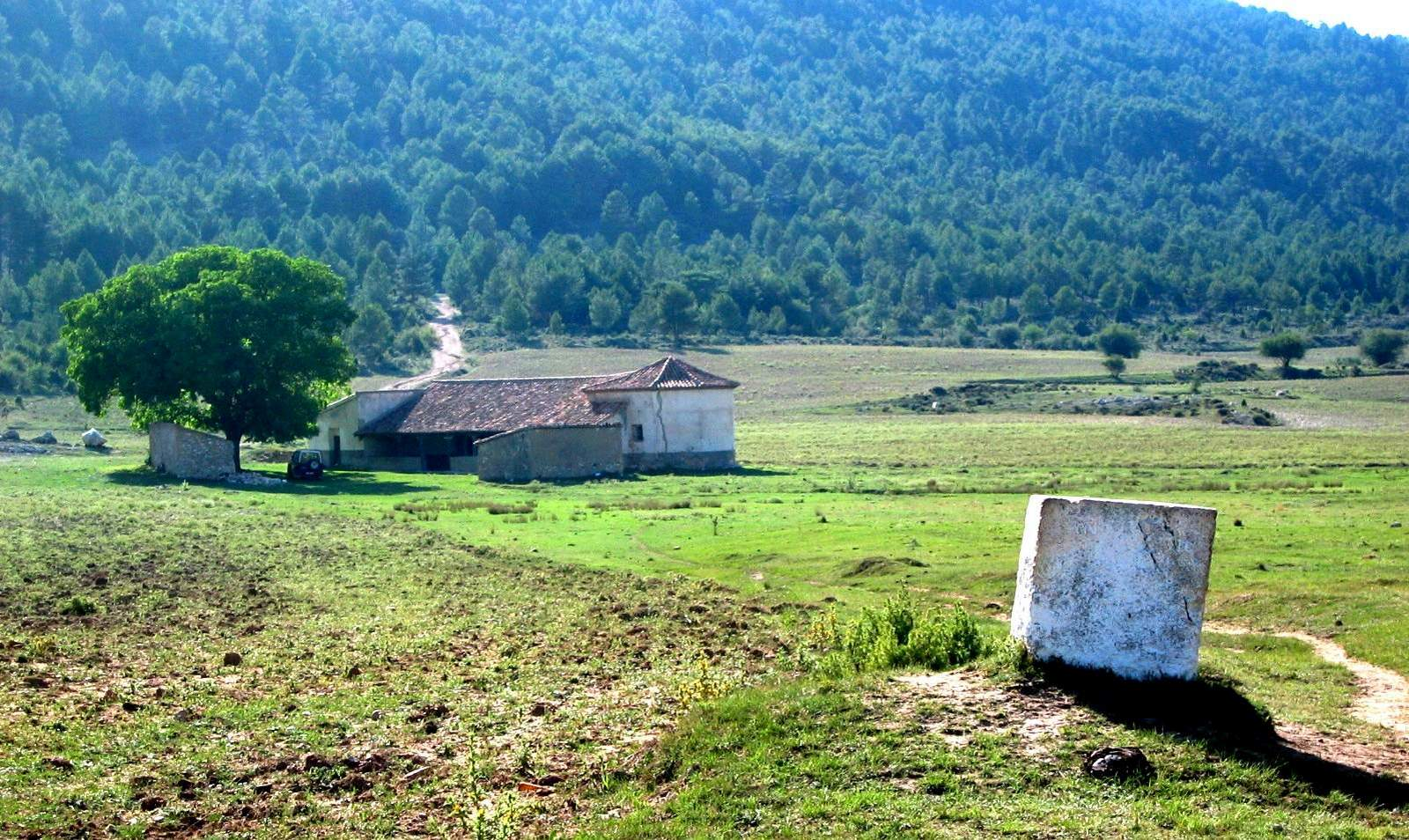
Vista general (meridional) de la «ermita de Santerón» en Algarra (Cuenca), desde la «Mesa de la Virgen», año 2012.
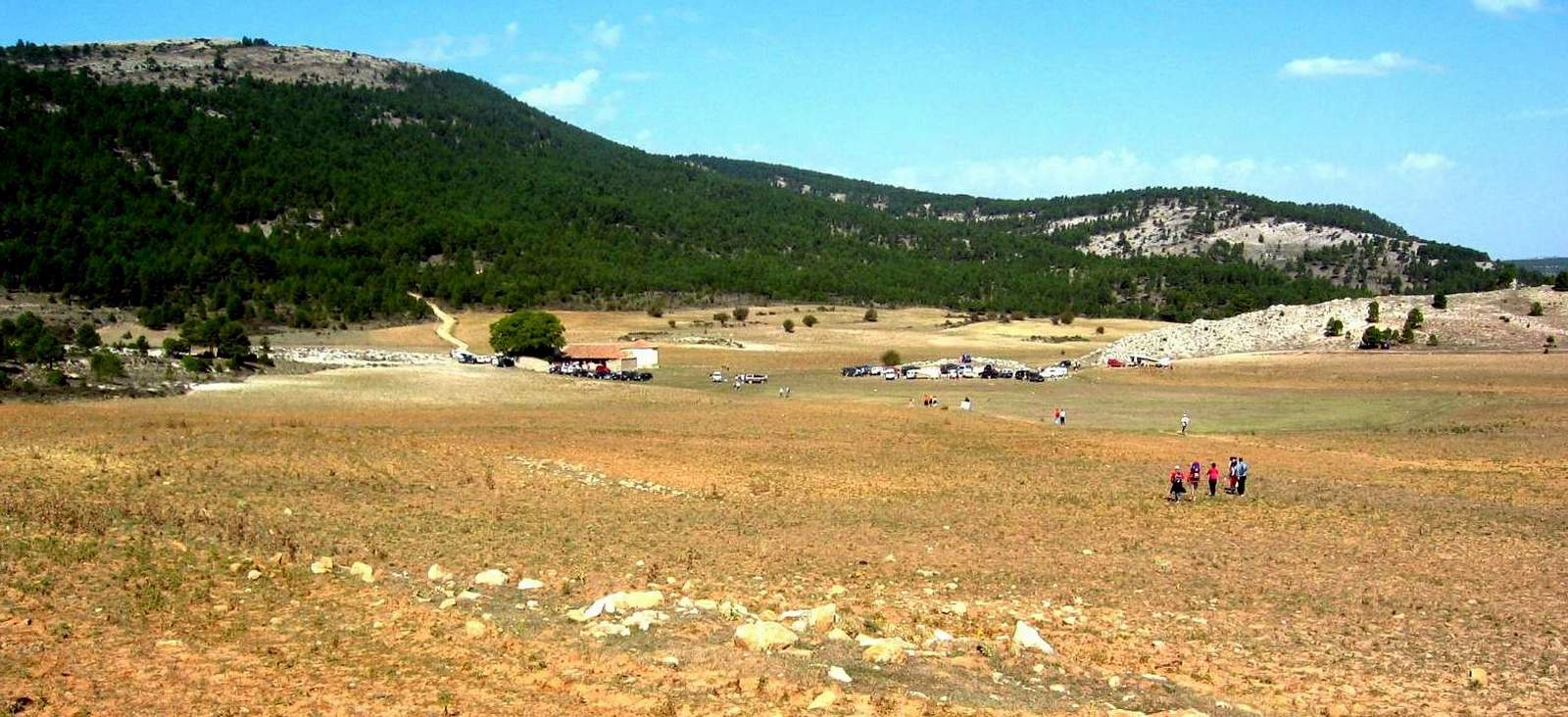
Vista general (meridional) de la «ermita de Santerón» en Algarra (Cuenca), desde el camino del Rento, año 2012.
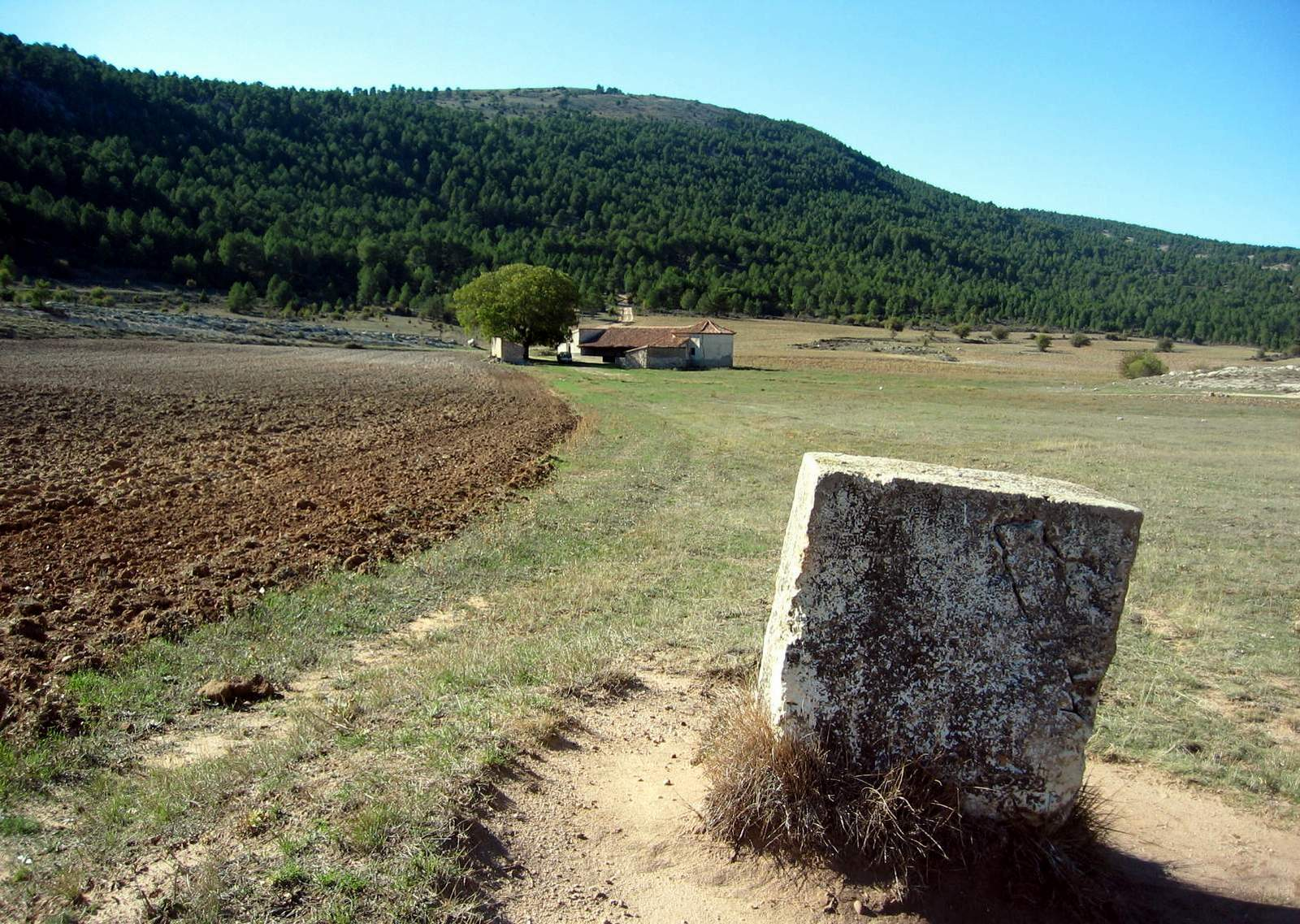
Vista general (meridional) de la «ermita de Santerón» en Algarra (Cuenca), desde la «Mesa de la Virgen», año 2012.
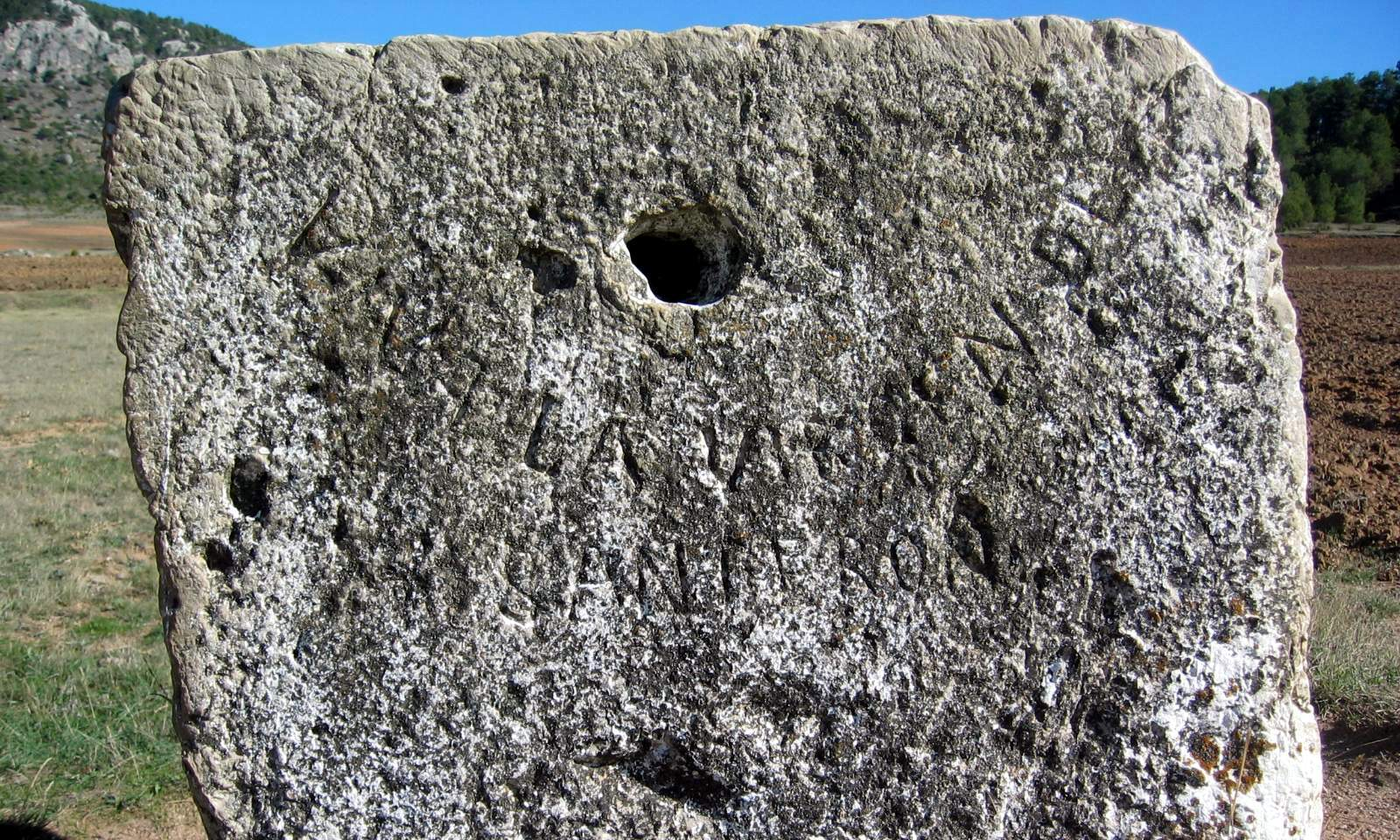
Detalle de la cara septentrional de la «Mesa de la Virgen», en la «ermita de Santerón», Algarra (Cuenca), año 2012.
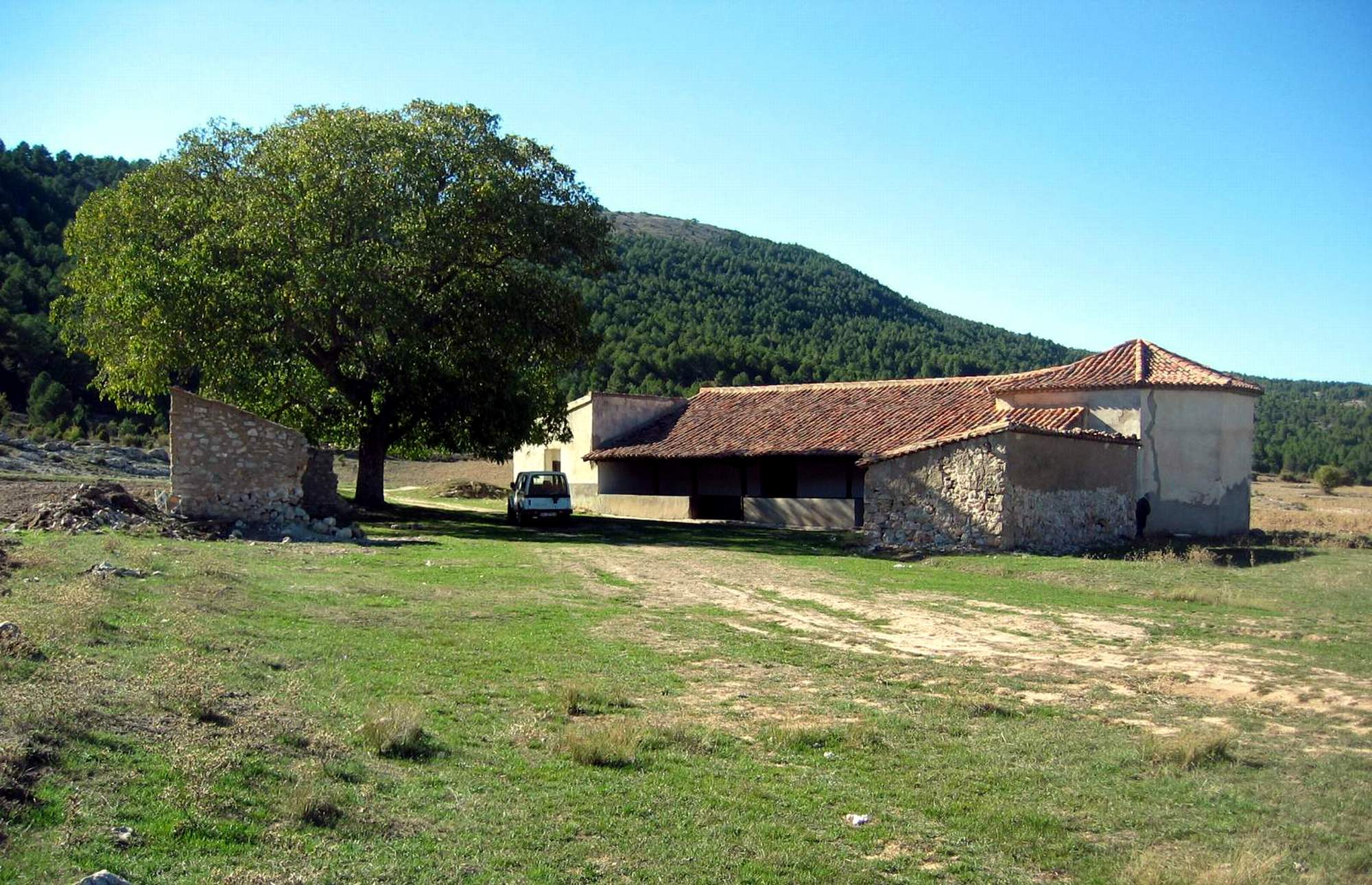
Vista general (meridional) de la «ermita de Santerón» en Algarra (Cuenca), desde el pradillo, año 2012.
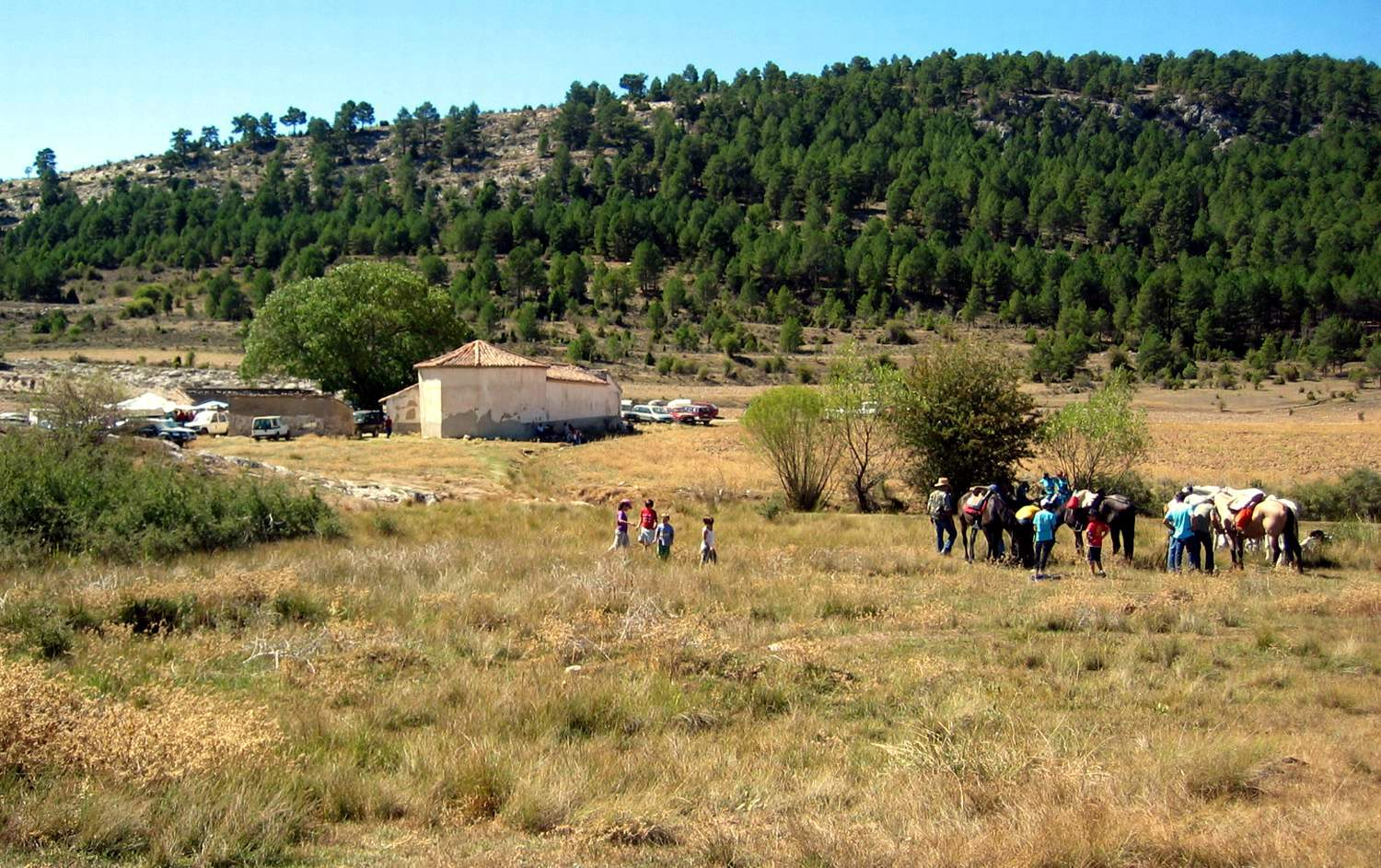
Vista general (nororiental) de la «ermita de Santerón», Algarra (Cuenca), desde la «Loma de la Virgen», año 2012.
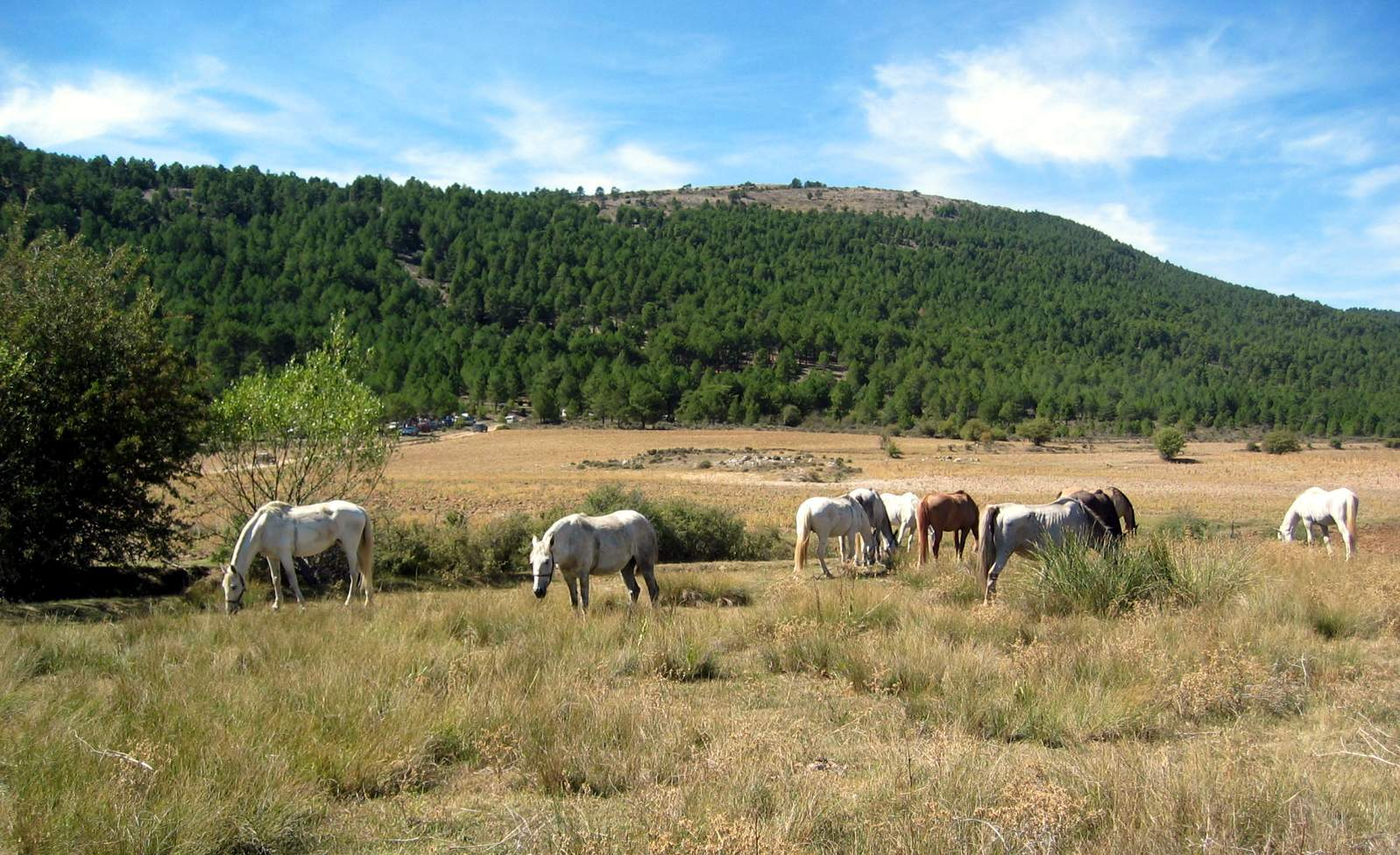
Detalle de caballada pastando en la «ermita de Santerón», Algarra (Cuenca), desde la «Loma de la Virgen», año 2012.
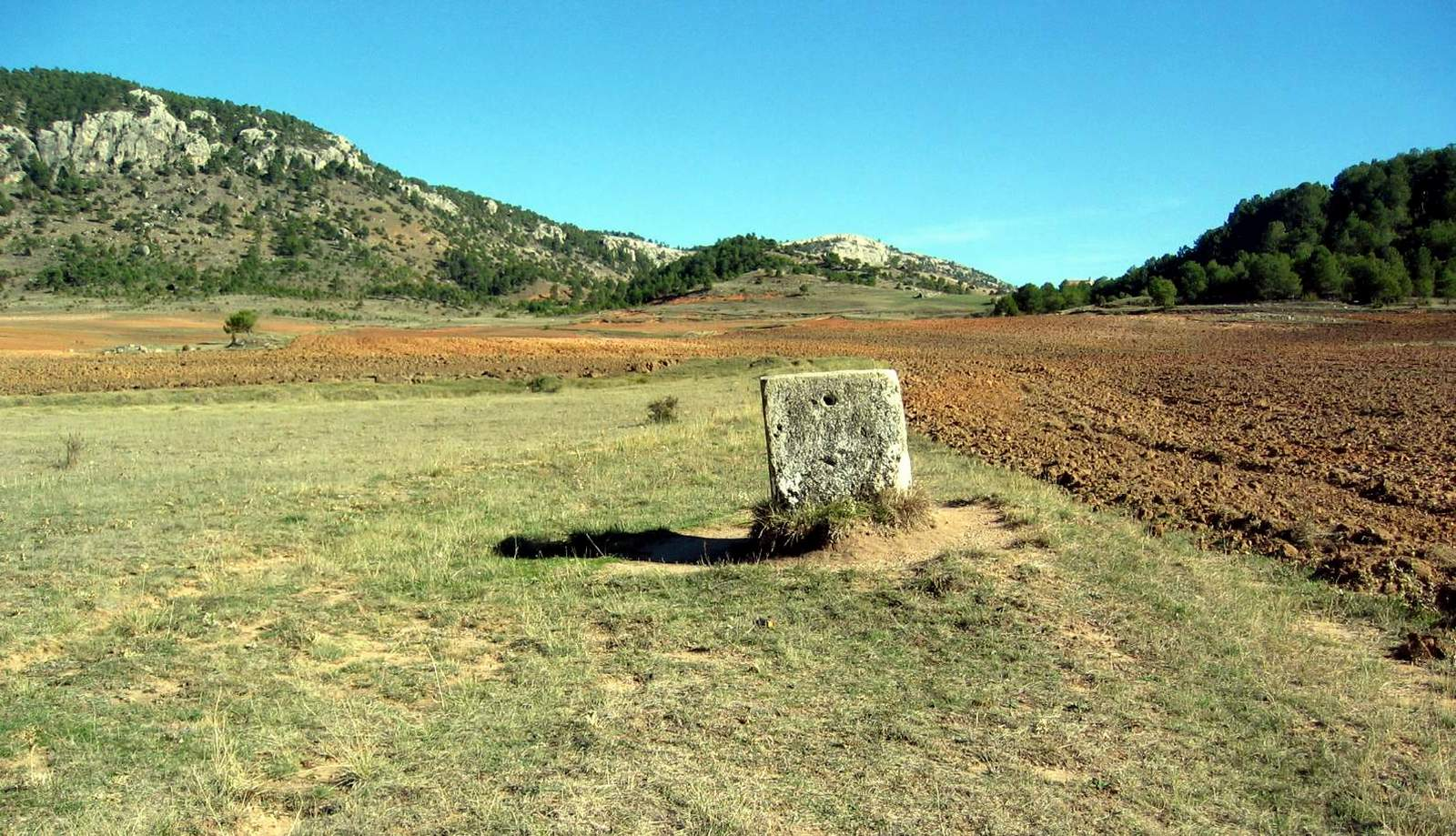
Detalle de la cara meridional de la «Mesa de la Virgen» en la «ermita de Santerón», Algarra (Cuenca), año 2012.
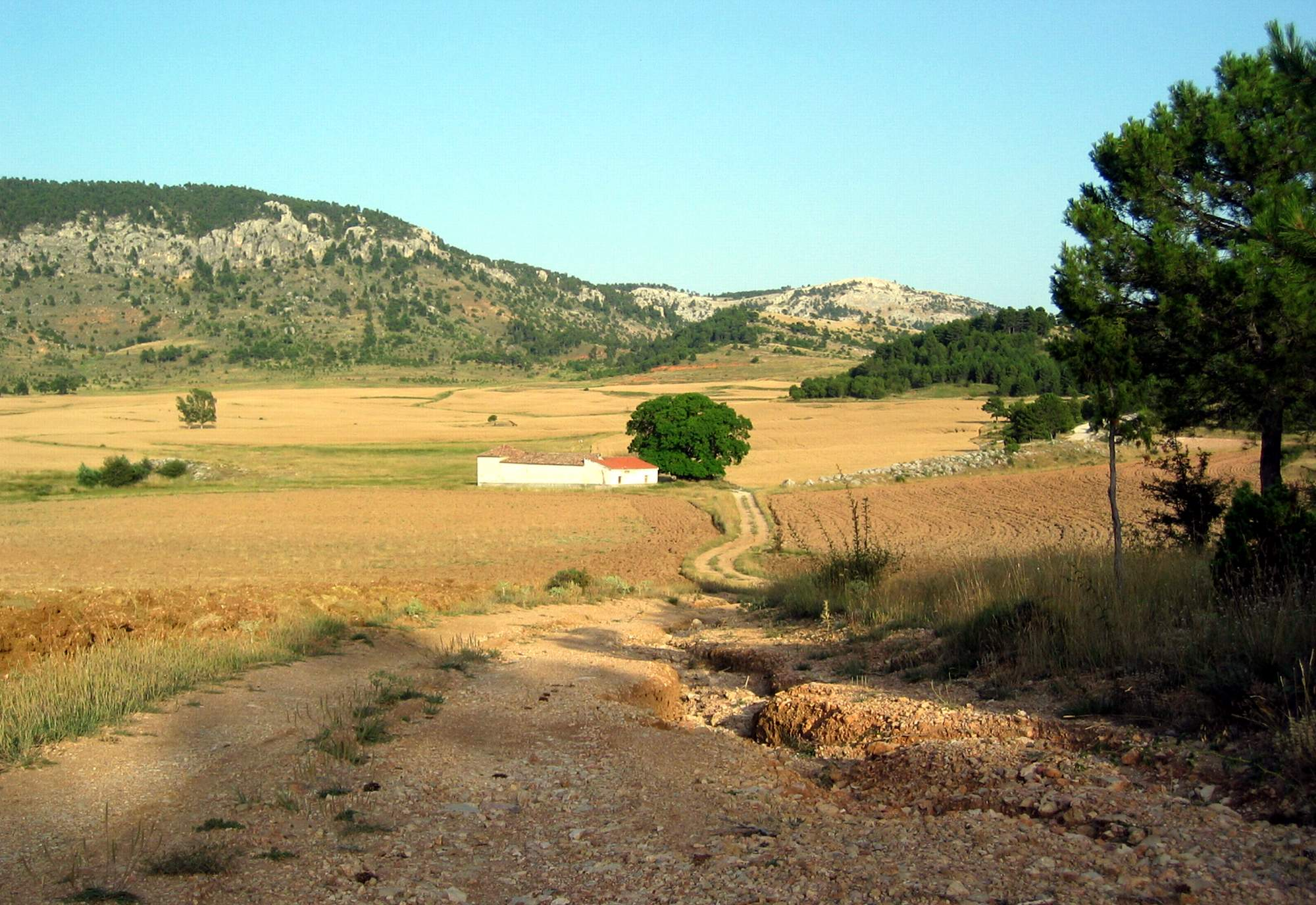
Vista general (noroccidental) de la «ermita de Santerón», Algarra (Cuenca), año 2013.